# Where Do You Go To (My Lovely)?
Where Do You Go To (My Lovely)? är en sång skriven, komponerad och inspelad av den brittiske sångaren Peter Sarstedt. Låten kom att bli Sarstedts största hitsingel, med förstaplaceringar på flera länders singellistor. Den blev dock inte en så stor framgång i Nordamerika. Låten tilldelades senare Ivor Novello Awards.
Produktionen är sparsmakad, och innehåller bland annat dragspel framfört i fransk stil. Texten rör sig kring en kvinna vid namn Marie-Claire som växt upp fattigt i Italien, men lyckas starta ett helt annat liv i Paris och bli en del av stadens jet-set. Den sjungs ur en barndomsväns perspektiv som antyder att hon trots allt inte blivit lycklig. Sångtexten refererar till flera kulturpersonligheter som Marlene Dietrich, Sacha Distel, Pierre Balmain och nämner också The Rolling Stones. Den nämner också geografiska platser, som Sankt Moritz och Neapel.
Björn Ulvaeus sjöng 1969 in sången med text på svenska av Stikkan Anderson, då vid namn "Saknar du något, min kära?", och släppte den på singel samma år. Denna inspelning låg på Svensktoppen i fyra veckor under perioden 15 juni–5 juli 1969.

## Listplaceringar
| Lista (1969)   | Position               |
| -------------- | ---------------------- |
| Australien     | 1 (Go Set)             |
| Danmark        | 6 (DR "Top Ti")        |
| Finland        | 30                     |
| Irland         | 1                      |
| Kanada         | 44 (RPM)               |
| Nederländerna  | 4                      |
| Norge          | 4 (VG-lista)           |
| Nya Zeeland    | 1 (NZ Listner)         |
| Storbritannien | 1                      |
| Sverige        | 1 (Kvällstoppen)       |
| Sverige        | 1 (Tio i topp)         |
| USA            | 70 (Billboard Hot 100) |
| Västtyskland   | 9                      |
| Österrike      | 16                     |